# Capo d'Orlando

Ubicació de Capo d'Orlando dins de la província

Capo d'Orlando (sicilià Capu d'Orlannu) és un municipi italià, dins de la ciutat metropolitana de Messina. L'any 2008 tenia 13.089 habitants. Limita amb els municipis de Capri Leone, Mirto, Naso i Torrenova.

## Administració
| Període | Identitat                | Partit        |
| ------- | ------------------------ | ------------- |
| 2006-   | Roberto Vincenzo Sindoni | Llista cívica |